# Il commissario Heller
Il commissario Heller (Kommissarin Heller) è una serie televisiva tedesca basata sui romanzi Heller und Verhoeven-Romanen dell'autrice Silvia Roth. È trasmessa dal 12 aprile 2014 sul canale ZDF.
La serie è composta da una stagione di 9 episodi in formato di film TV.
In Italia va in onda in prima visione assoluta  su Rai 2 dal 9 agosto 2017.

## Trama
La trentaduenne commissario Winnie Heller si trasferisce da Colonia a Wiesbaden. Sua sorella è lì in ospedale dopo aver avuto un incidente d'auto ed è andata in coma. Con il suo nuovo collega Hendrik Verhoeven di diciassette anni più di lei inizialmente i due non andranno d'accordo. Egli ha completato l'accademia di polizia con la lode in criminologia e psicologia, ma lei lo considera una persona testarda, anche se a volte è determinato e motivato.

## Episodi
| nº | Titolo originale | Titolo italiano    | Prima TV Germania | Prima TV assoluta Italia |
| -- | ---------------- | ------------------ | ----------------- | ------------------------ |
| 1  | Tod am Weiher    | Morte sul lago     | 12 aprile 2014    | 9 agosto 2017            |
| 2  | Der Beutegänger  | L'ossessione       | 12 novembre 2014  | 10 agosto 2017           |
| 3  | Querschläger     | Follia omicida     | 10 gennaio 2015   | 10 agosto 2017           |
| 4  | Schattenriss     | Vecchi ricordi     | 21 novembre 2015  | 17 agosto 2017           |
| 5  | Hitzschlag       | Un colpo di calore | 16 gennaio 2016   | 8 settembre 2017         |
| 6  | Nachtgang        | Amici nemici       | 17 settembre 2016 | 8 ottobre 2017           |
| 7  | Verdeckte Spuren | Tracce nascoste    | 21 gennaio 2017   | 2 settembre 2020         |
| 8  | Vorsehung        | Provvidenza        | 20 gennaio 2018   | 9 settembre 2020         |
| 9  | Herzversagen     | La vera Winnie     | 16 febbraio 2019  | 16 settembre 2020        |
| 10 | Panik            |                    | 16 gennaio 2021   |                          |